# 少年 (GEISHA GIRLSの曲)
「少年」（しょうねん）は、1995年5月19日にフォーライフ・レコード/gütから発売されたGEISHA GIRLSの2枚目のシングル。

## 解説
1stオリジナル・アルバム『THE GEISHA GIRLS SHOW - 炎のおっさんアワー』と同時発売。
同年6月21日に発売された2ndリミックス・アルバム『THE GEISHA "Remix" GIRLS SHOW - 続・炎のおっさん』に「少年」「ビー玉」のリミックス・バージョンを収録。

## 収録曲
全作曲・編曲：坂本龍一
1. 少年（5:08）
  - 作詞：売野雅勇
2. ビー玉（4:00）
  - 作詞：倉本美津留
3. 少年 "Instrumental"（5:08）